# Turbinenmuseum Augsburg

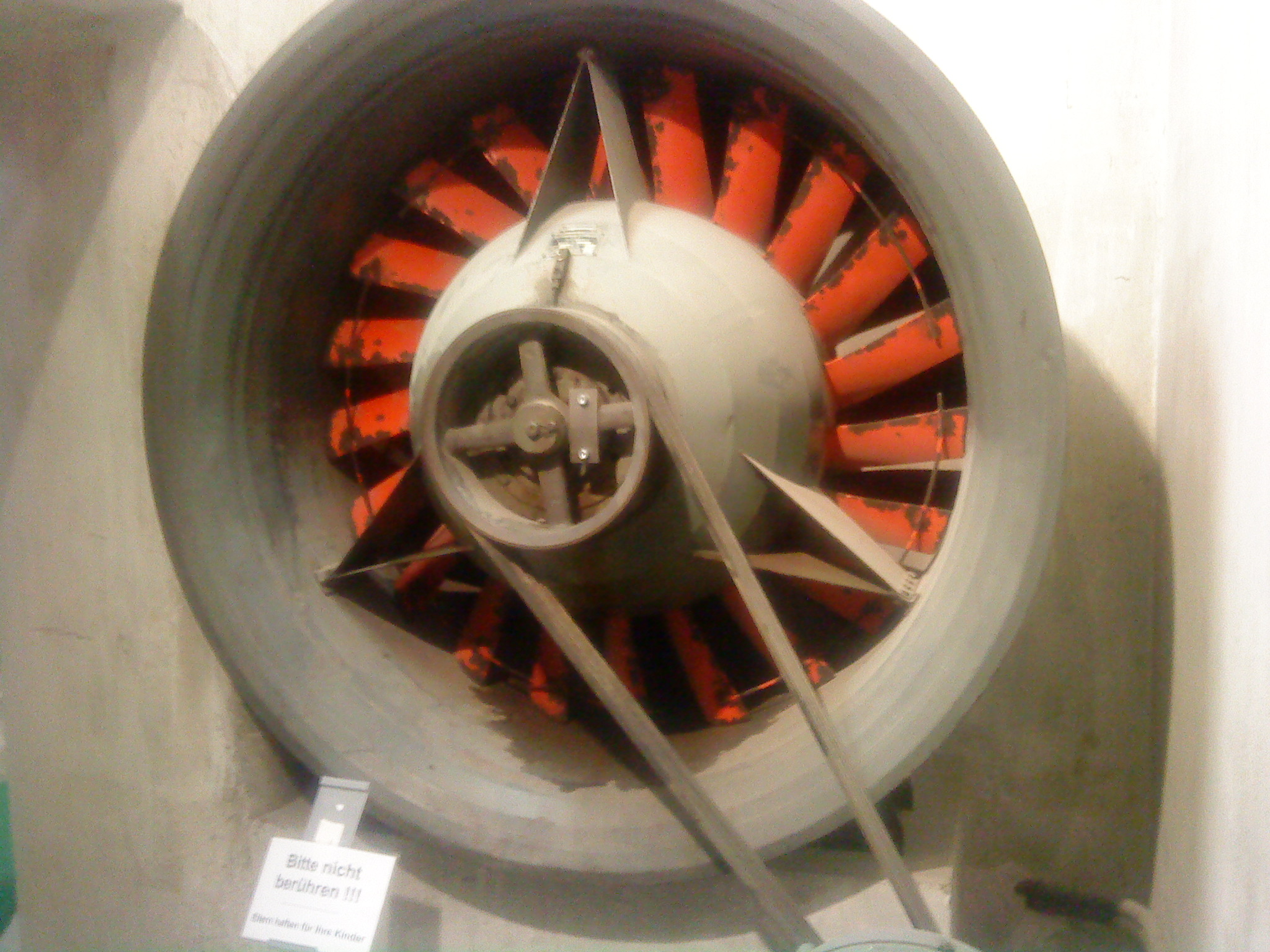
Turbine im Turbinenmuseum Augsburg

Das Turbinenmuseum Augsburg befasst sich mit der Technik und Geschichte der Turbinen der ehemaligen Mechanischen Baumwollspinnerei und Weberei im Augsburger Textilviertel.

## Aufbau und Ausstellung

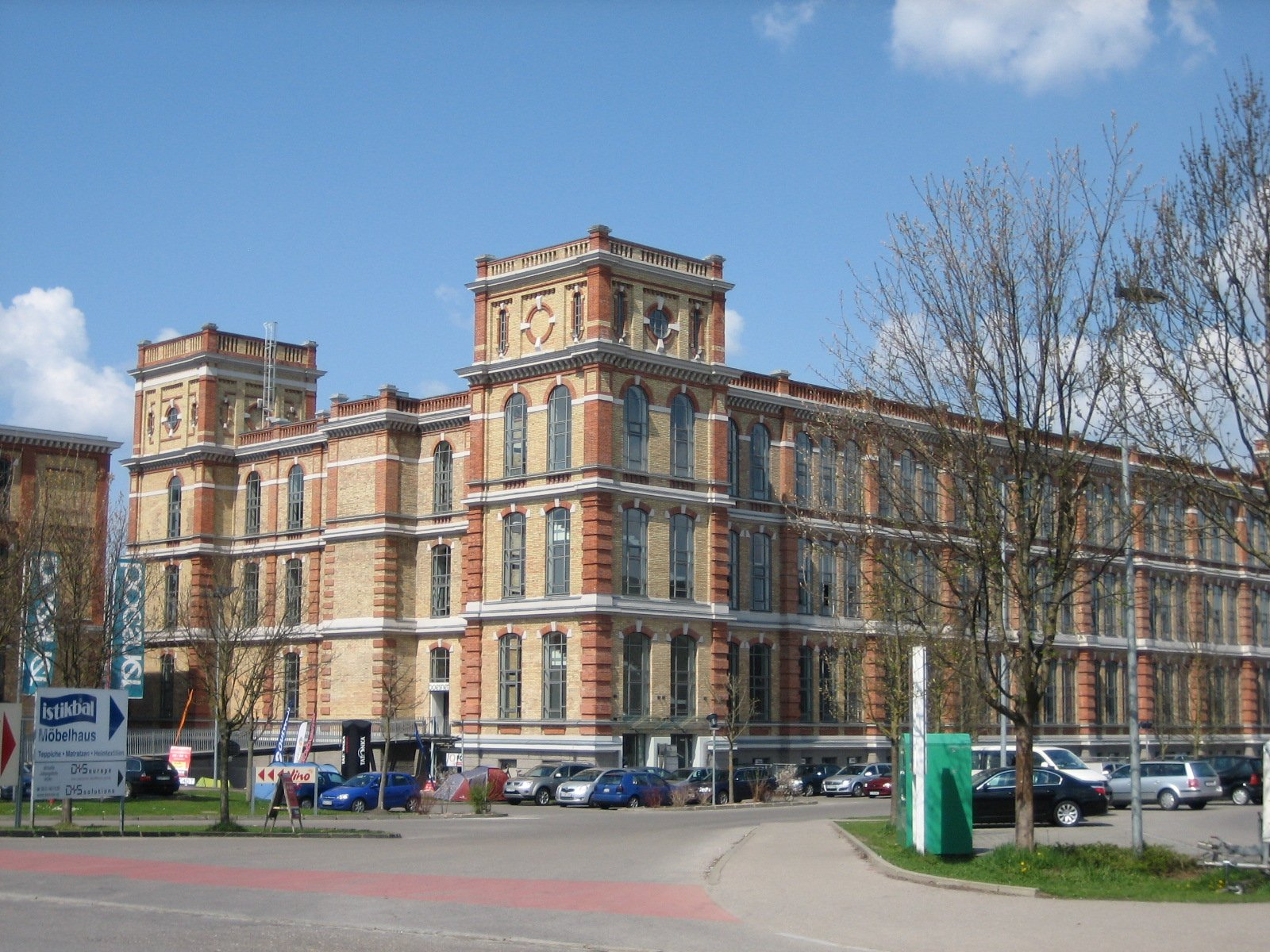
Fabrikschloss im Textilviertel

Die seit langer Zeit nicht mehr genutzten Turbinen befinden sich noch heute dort, wo sie bis zum endgültigen Ende der Spinnerei und Weberei im Einsatz waren: In einer über 300 m² großen Halle des „Fabrikschlosses“.
Dort wurde im Zuge der Einrichtung des Skimuseums Ende 2006 auch die Chance genutzt, die Turbinen zu einem Thema für ein Museum zu machen. So führt die Ausstellung an den einzelnen Maschinen vorbei und erläutert auf Tafeln technische wie auch historische Details zu den Turbinen.

## Trägerschaft und Betrieb
Das Museum wurde wie das nebenan gelegene Skimuseum von einem Augsburger Sportwarenhaus eingerichtet und wird von diesem betrieben. Da keine weiteren Exponate zu erwarten sind, hält sich der finanzielle Aufwand im Rahmen. Das Turbinenmuseum ist immer werktags zu denselben Zeiten wie das Skimuseum geöffnet und kostet keinen Eintritt.

## Lage
Das Fabrikschloss, in dem das Turbinenmuseum untergebracht ist, befindet sich an der Ecke von Berliner Allee und Reichenberger Straße. Es ist mit dem Öffentlichen Nahverkehr der Stadtwerke Augsburg über die Stadtbuslinien 33 (Haltestelle „Proviantbachquartier“) und 36 (Haltestelle „Reichenberger Straße“) zu erreichen.
Koordinaten: 48° 21′ 49,7″ N, 10° 55′ 36,5″ O